# Райт (Нью-Йорк)
Райт (англ. Wright) — місто (англ. town) в США, в окрузі Скогарі штату Нью-Йорк. Населення — 1516 осіб (2020).

## Демографія
Згідно з переписом 2010 року, у місті мешкало 1539 осіб у 615 домогосподарствах у складі 443 родин. Було 675 помешкань
Расовий склад населення:
| - 98,1 % — білих - 0,5 % — чорних або афроамериканців - 0,4 % — азіатів |

До двох чи більше рас належало 0,7 %. Частка іспаномовних становила 1,3 % від усіх жителів.
За віковим діапазоном населення розподілялося таким чином: 20,5 % — особи молодші 18 років, 66,5 % — особи у віці 18—64 років, 13,0 % — особи у віці 65 років та старші. Медіана віку мешканця становила 44,3 року. На 100 осіб жіночої статі у місті припадало 105,5 чоловіків;  на 100 жінок у віці від 18 років та старших — 104,7 чоловіків також старших 18 років.
Середній дохід на одне домашнє господарство  становив 73 586 доларів США (медіана — 60 192), а середній дохід на одну сім'ю — 74 113 долари (медіана — 66 354). Медіана доходів становила 41 898 доларів для чоловіків та 40 938 доларів для жінок. За межею бідності перебувало 15,4 % осіб, у тому числі 26,1 % дітей у віці до 18 років та 1,4 % осіб у віці 65 років та старших.
Цивільне працевлаштоване населення становило 903 особи. Основні галузі зайнятості: освіта, охорона здоров'я та соціальна допомога — 24,1 %, мистецтво, розваги та відпочинок — 12,1 %, роздрібна торгівля — 9,9 %, будівництво — 8,7 %.